# Dark Tide: Ruin
Dark Tide: Ruin  (megjelent Dark Tide II: Ruin néven is) Michael A. Stackpole Dark Tide nevezetű kétrészes Csillagok háborúja történetének második regénye. A könyv 2000-ben jelent meg, az új Jedi Rend könyvsorozat harmadik köteteként. A könyvet a Del Rey Books könyvkiadó publikálta. A Dark Tide: Ruin hangoskönyv verzióját narrációját Anthony Heald végezte.
A könyv cselekménye a Yavini csata után 25 évvel játszódik. 

## Fordítás
- Ez a szócikk részben vagy egészben  a   Dark Tide: Ruin című angol Wikipédia-szócikk ezen változatának fordításán alapul.  Az eredeti cikk szerkesztőit annak laptörténete sorolja fel. Ez a jelzés csupán a megfogalmazás eredetét és a szerzői jogokat jelzi, nem szolgál a cikkben szereplő információk forrásmegjelöléseként.